# Spring Web Flow
Spring Web Flow (SWF) є суб-проектом Spring Framework, який спеціалізується на наданні інфраструктури для побудови та функціонування вебзастосунків. Проект намагається вирішити 3 основні проблеми, що стоять перед розробниками вебзастосунків:
- Як впроваджуються на вебсторінці правила навігації?
- Яким чином здійснюється навігація та керування станом?
- Яким чином впровадити модульність та полегшити повторне використання?

У Spring Web Flow питання вирішуються наступним чином: 
Spring Web Flow execution engine керується наданними правилами навігації та заданим керуванням станом вебсторінки. Web Flow являє собою модуль придатний для повторного використання.
Починаючи з версії 2.0, Spring Web Flow підтримує AJAX підтримку та інтеграцію з JavaServer Faces.